# Andrea Frazzi
Andrea Frazzi (Firenze, 22 gennaio 1944 – Firenze, 5 maggio 2006) è stato un regista e sceneggiatore italiano.

## Biografia
Esordisce nel 1972 insieme al fratello gemello Antonio, come regista di teatro. Tra le commedie messe in scena a quattro mani con la Compagnia Cooperativa Buonarroti di Firenze: Victor o i bambini al potere e Don Giovanni. Di spessore è stato pure l'allestimento de Il mago della pioggia dell'americano Nash, fatto col Dramma Italiano di Fiume nel 1976.
La collaborazione con la Rai inizia nel 1975, e porterà alla produzione di numerosi programmi e fiction, tra le quali firmeranno la regia di Due madri per Rocco, L'avvocato delle donne e Don Milani - Il priore di Barbiana. La prima esperienza come regia di un lungometraggio cinematografico avverrà con Il cielo cade, un film tratto dall'omonimo romanzo di Lorenza Mazzetti.
Nel 2001, sempre per Rai 1, dirigono Come l'America, una miniserie televisiva ambientata nel 1951 e interpretata da Sabrina Ferilli, Massimo Ghini e Henry Czerny, che propone la storia di emigranti italiani. Nel 2003 firmano la regia, sempre per la Rai, di Marcinelle con Claudio Amendola e Maria Grazia Cucinotta, una fiction che ricostruisce la tragedia avvenuta nella miniera belga l'8 agosto 1956.
Nel 2004 esce il loro secondo film Certi bambini, che verrà candidato come miglior film e miglior regia al David di Donatello 2005 e vedrà l'assegnazione del David a Rosario Rinaldo come miglior produttore e a Claudio Cutry come miglior montatore.
Nel 2006 torna alla fiction per Rai 1, firmando assieme al fratello la regia della miniserie televisiva Giovanni Falcone - L'uomo che sfidò Cosa Nostra, con protagonista Massimo Dapporto, che rappresenterà il suo ultimo lavoro. Andrea Frazzi muore il 5 maggio 2006 per un tumore poco dopo la fine delle riprese.

## Riconoscimenti
- David di Donatello 2000: candidatura come miglior regista esordiente per Il cielo cade
- Nastri d'argento 2001: candidatura come miglior regista esordiente per Il cielo cade
- Festival delle Cerase 2004: premio come miglior film rivelazione per Certi bambini
- Vivilcinema Film d'Essai 2004: premio FICE Regia per Certi bambini
- Festival Internazionale del cinema di Karlovy Vary 2004: Grand Prix – Crystal Globe per Certi bambini
- Batik Film Festival 2005: premio Jean Vigo per Certi bambini
- David di Donatello 2005: candidatura per la miglior regia per Certi bambini
- Nastri d'argento 2005: candidatura per la miglior sceneggiatura per Certi bambini

## Filmografia

### Regia
Tutte le regie sono firmate a quattro mani con il fratello Antonio.
- Diario di un uomo di cinquant'anni, da Henry James – film TV, 28 marzo 1980.
- Il fascino dell'insolito – serie TV, episodio Impostore (1981)
- La biondina – film TV (1982)
- La contessina Mizzy – film TV (1986)
- Nel gorgo del peccato – serie TV (1987)
- La storia spezzata – serie TV (1990)
- Due madri per Rocco – film TV (1994)
- L'avvocato delle donne – serie TV in 6 episodi da 90" (1996)
- Storia di Chiara (Herzen im Sturm) – film TV (1996)
- Dopo la tempesta – film TV (1996)
- Don Milani - Il priore di Barbiana – film TV (1997)
- Il nostro piccolo angelo – film TV (1997)
- Il cielo cade (2000)
- Come l'America – film TV (2001)
- Marcinelle – miniserie TV (2003)
- Certi bambini (2004)
- Angela – film TV (2005)
- Giovanni Falcone, l'uomo che sfidò Cosa Nostra – film TV (2006)

### Sceneggiatura
- Il fascino dell'insolito – serie TV, episodi Impostore e La cosa sulla soglia, regia di Andrea e Antonio Frazzi (1981-1982)
- Storia di Chiara (Herzen im Sturm) – film TV, regia di Andrea e Antonio Frazzi (1996)
- Dopo la tempesta – film TV, regia di Andrea e Antonio Frazzi (1996)
- Certi bambini, regia di Andrea e Antonio Frazzi (2004)